# Cantón de Mézières-Centro-Oeste
El cantón de Mézières-Centro-Oeste era una división administrativa francesa, que estaba situada en el departamento de Ardenas y la región de Champaña-Ardenas.

## Composición
El cantón estaba formado por nueve comunas, más una fracción de la comuna que le daba su nombre:
- Charleville-Mézières (fracción)
- Belval
- Évigny
- Fagnon
- Neuville-lès-This
- Prix-lès-Mézières
- Sury
- This
- Warcq
- Warnécourt

## Supresión del cantón de Mézières-Centro-Oeste
En aplicación del Decreto n.º 2014-203 de 21 de febrero de 2014, el cantón de Mézières-Centro-Oeste fue suprimido el 22 de marzo de 2015 y sus 10 comunas pasaron a formar parte; cuatro del nuevo cantón de Charleville-Mézières-1, tres del nuevo cantón de Rocroi, dos del nuevo cantón de Nouvion-sur-Meuse, y la fracción de la comuna de Charleville-Mézières se unió con las demás fracciones para que, por medio de una reestructuración cantonal, fueran creados los nuevos cantones de  Charleville-Mézières-1,  Charleville-Mézières-2,  Charleville-Mézières-3 y  Charleville-Mézières-4.